# Ireneusz Kuraś
Ireneusz Kuraś, pseudonim Gryzzli (ur. 20 czerwca 1973 w Lubinie) – polski kulturysta, trójboista siłowy i strongman. Drużynowy Wicemistrz Świata Par Strongman 2001. Mistrz Europy Centralnej Strongman w Parach 2007.

## Życiorys
Ireneusz Kuraś treningi sportowe rozpoczął w wieku trzynastu lat. Początkowo trenował kolarstwo, szybko jednak, w wieku lat siedemnastu, jego pasją stała się kulturystyka. Przygodę z zawodami strongman rozpoczął w 1999 roku, debiutując na zawodach w Kielcach i zajmując drugie miejsce (po Mariuszu Pudzianowskim). Dysponował fantastyczną sylwetką i bardzo dobrymi warunkami fizycznymi. Szybko stał się jednym z czołowych zawodników w kraju. W 2003 r. karierę zawodnika przystopowała poważna kontuzja. Do sportu powrócił dopiero w następnym sezonie, od tego czasu nie odnosi już jednak wielkich sukcesów.

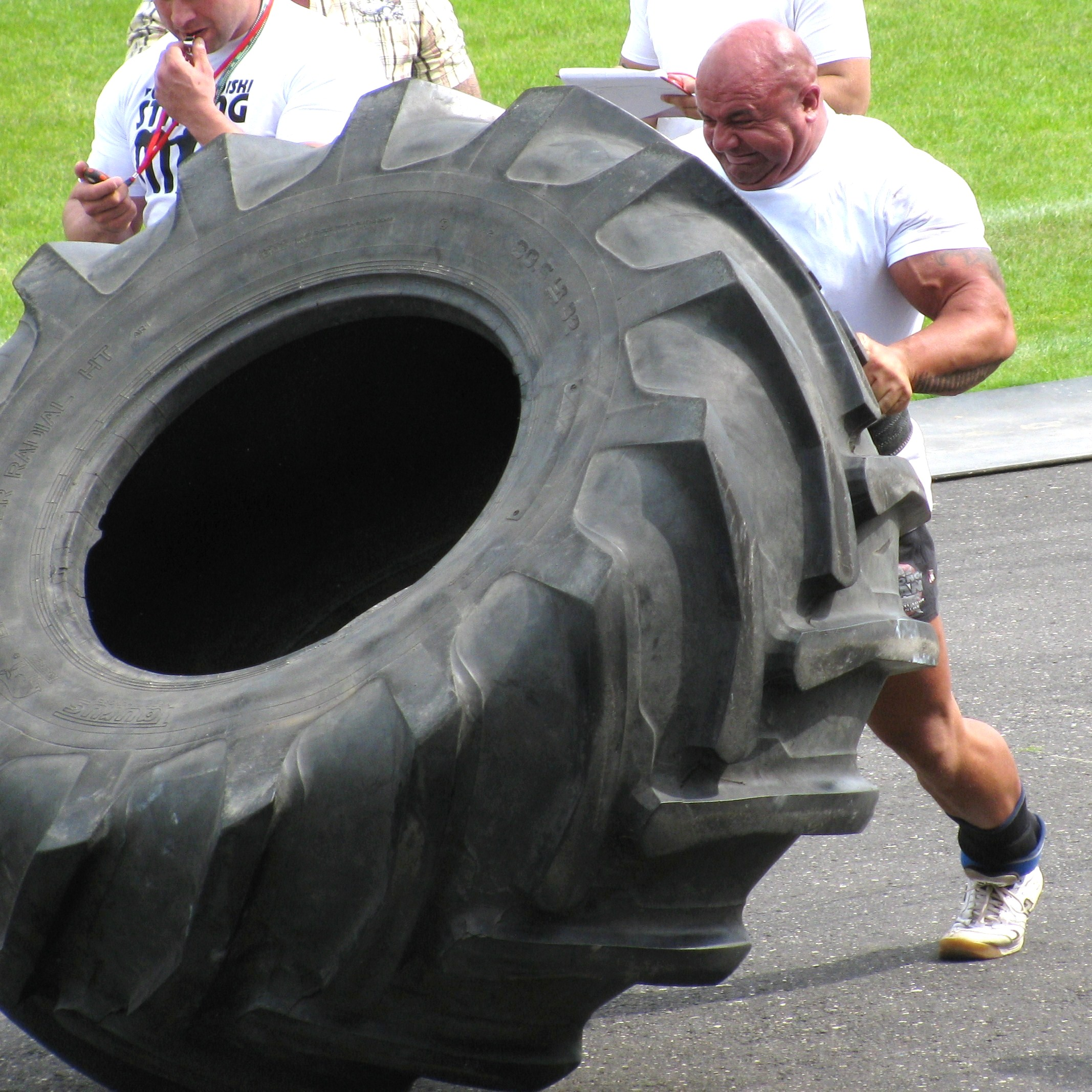
Ireneusz Kuraś w Przerzucaniu opony

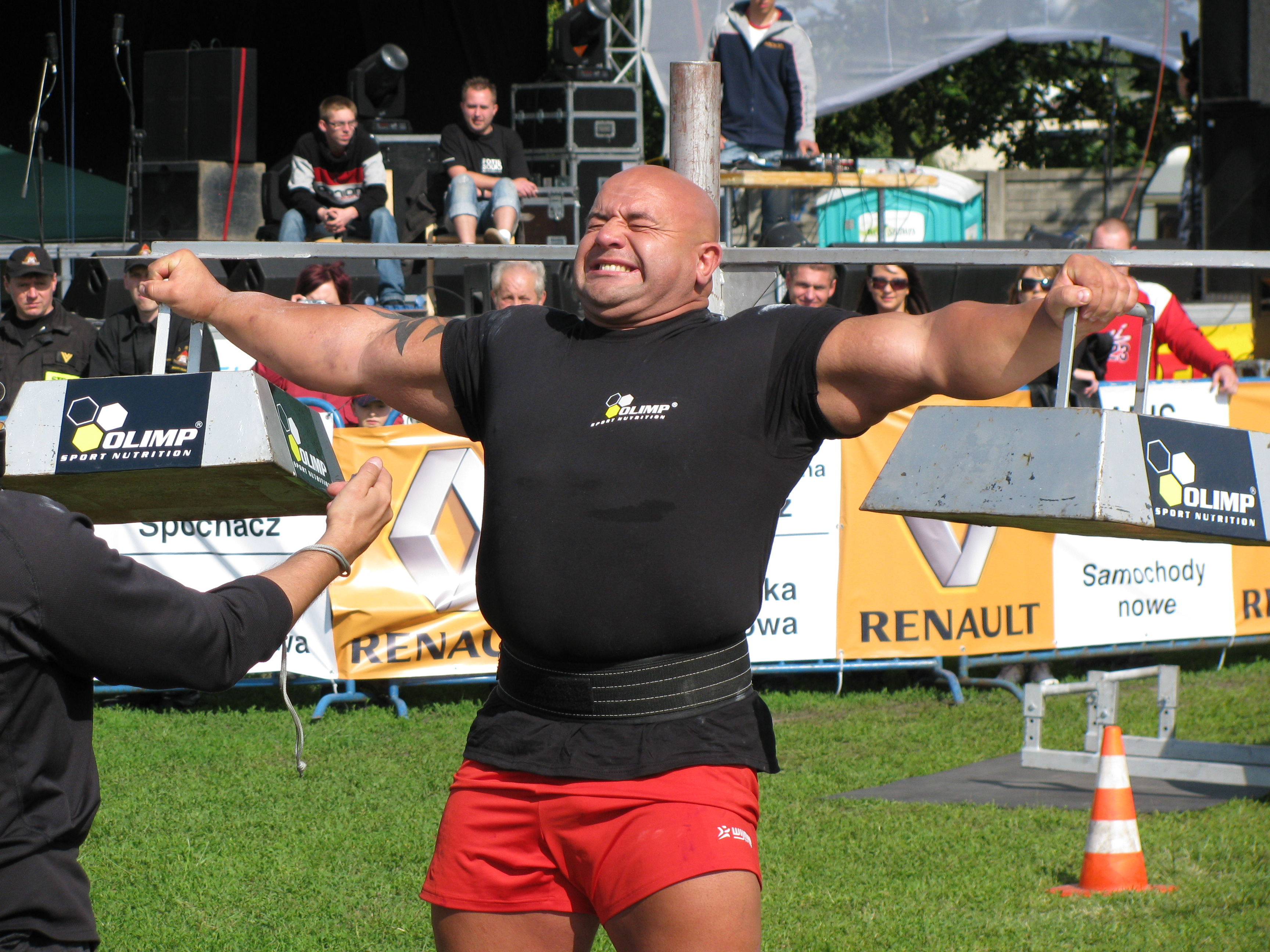
Ireneusz Kuraś w Wadze płaczu bokiem

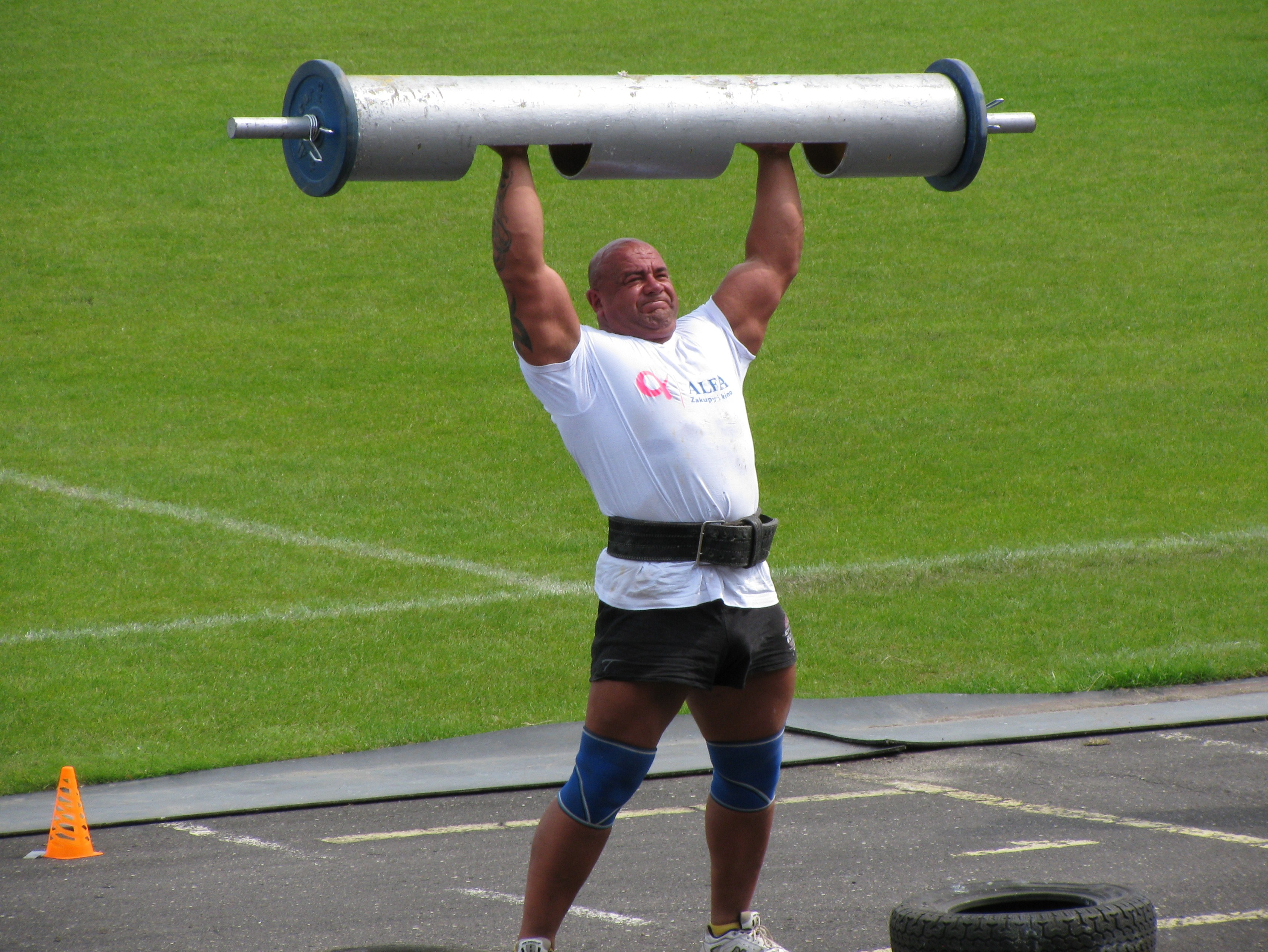
Ireneusz Kuraś w Wyciskaniu belki

Uczestniczył w Pucharze Polski Strongman 2004, Pucharze Polski Strongman: Eliminate Your Opponent Cup 2007 i Pucharze Polski Strongman: Eliminate Your Opponent Cup 2009.
Wziął udział w Mistrzostwach Polski Strongman Everlast 2008, jednak nie zkwalifikował się do finału.
"Znakiem firmowym" Ireneusza Kurasia są potężne bicepsy, prawdopodobnie jedne z największych w Polsce.
Jest absolwentem technikum budowlanego. Mieszka w Lubinie, w województwie dolnośląskim.
Wymiary
- wzrost: 183 cm
- waga: 144 kg
- biceps: 61 cm
- klatka piersiowa: 140 cm
- udo: 82 cm

Rekordy życiowe
- przysiad: 320 kg
- wyciskanie: 255 kg
- martwy ciąg: 345 kg

## Sukcesy sportowe
- 1993
  - 1. miejsce - Mistrzostwa Polski w Trójboju Siłowym Juniorów - nie jest to prawdą gdyż zwycięzcą kategorii wagowej w której startował Pan Kuraś został Bogdan Pierlak
- 1995
  - 1. miejsce - Mistrzostwa Polski Zachodniej w Kulturystyce - kategoria Open
- 2000
  - 4. miejsce - Mistrzostwa Polski Strongman 2000, Sopot
- 2001
  - 1. miejsce - Puchar Polski Warka Strongman
  - 4. miejsce - Grand Prix Polski Strongman
  - 2. miejsce - Drużynowe Mistrzostwa Świata Par Strongman 2001 (z Jarosławem Dymkiem)
- 2002
  - 3. miejsce - Finał Pucharu Polski Strongman 2002, Ostrów Wielkopolski
  - 4. miejsce - Zimowy Puchar Świata Strongman, Szczyrk
  - 2. miejsce - Mistrzostwa Polski Strongman 2002
- 2003
  - 6. miejsce - Finał Pucharu Polski Strongman 2003, Piła
  - 1. miejsce - Drugie zawody Polska kontra Reszta Świata
- 2005
  - 6. miejsce - Finał Pucharu Polski Strongman 2005, Kielce
  - 2. miejsce - Zawody Północ-Południe
- 2007
  - 1. miejsce - Mistrzostwa Europy Centralnej Strongman w Parach 2007 (z Tyberiuszem Kowalczykiem), Polska
  - 7. miejsce - Mistrzostwa Polski Strongman A-Nowi 2007, Rokietnica
- 2008
  - 8. miejsce - Puchar Europy Strongman KBI 2008, Staszów
  - 6. miejsce - Puchar Polski Strongman: Eliminate Your Opponent Cup 2008